# NGC 345
NGC 345 је спирална галаксија у сазвежђу Кит која се налази на NGC листи објеката дубоког неба.
Деклинација објекта је - 6° 53' 3" а ректасцензија 1h 1m 22,0s. Привидна величина (магнитуда) објекта NGC 345 износи 13,9 а фотографска магнитуда 14,8. NGC 345 је још познат и под ознакама MCG -1-3-64, PGC 3665.